# Первый заместитель председателя Верховной рады Украины
Первый заместитель Председателя Верховной Рады Украины (укр. Перший заступник Голови Верховної Ради України) — народный депутат Украины, который замещает Председателя Верховной Рады Украины в случае его отсутствия и исполняет обязанности Председателя Верховно Рады в случае его ухода с должности (по личному заявлению, в связи с нарушением регламента Верховной Рады или в случае распада коалиции). Избирается народными депутатами Украины тайным голосованием отдельно или вместе с Председателем Верховной Рады и его заместителем.
Полномочия первого заместителя Председателя Верховной Рады Украины регламентированы пунктом 2 статьи 80 Регламента Верховной Рады Украины.
Список первых заместителей Председателя Верховной Рады Украины с 1990 года:
| №  | Фамилия              | Фото | Избран          | Сложил полномочия | Председатель Верховной Рады Украины           | Созыв |
| -- | -------------------- | ---- | --------------- | ----------------- | --------------------------------------------- | ----- |
| 1  | Иван Плющ            |      | 6 июня 1990     | 5 декабря 1991    | Владимир Ивашко Леонид Кравчук                | І     |
| 2  | Василий Дурдинец     |      | 29 января 1992  | 10 мая 1994       | Иван Плющ                                     | І     |
| 3  | Александр Ткаченко   |      | 25 мая 1994     | 14 апреля 1998    | Александр Мороз                               | ІІ    |
| 4  | Адам Мартынюк        |      | 9 июля 1998     | 21 января 2000    | Александр Ткаченко                            | ІІІ   |
| 5  | Виктор Медведчук     |      | 1 февраля 2000  | 13 декабря 2001   | Иван Плющ                                     | ІІІ   |
| 6  | Геннадий Васильев    |      | 28 мая 2002     | 18 ноября 2003    | Владимир Литвин                               | ІV    |
| 7  | Адам Мартынюк        |      | 18 ноября 2003  | 4 апреля 2006     | Владимир Литвин                               | ІV    |
| 8  | Адам Мартынюк        |      | 11 июля 2006    | 20 сентября 2007  | Александр Мороз                               | V     |
| 9  | Александр Лавринович |      | 2 сентября 2008 | 11 марта 2010     | Арсений Яценюк Он сам (и. о.) Владимир Литвин | VІ    |
| 10 | Адам Мартынюк        |      | 11 мая 2010     | 12 декабря 2012   | Владимир Литвин                               | VІ    |
| 11 | Игорь Калетник       |      | 13 декабря 2012 | 22 февраля 2014   | Владимир Рыбак                                | VІІ   |
| 12 | Андрей Парубий       |      | 4 декабря 2014  | 14 апреля 2016    | Владимир Гройсман                             | VІІI  |
| 13 | Ирина Геращенко      |      | 14 апреля 2016  | 29 августа 2019   | Андрей Парубий                                | VІІI  |
| 14 | Руслан Стефанчук     |      | 29 августа 2019 | 8 октября 2021    | Дмитрий Разумков                              | IX    |
| 15 | Александр Корниенко  |      | 19 октября 2021 | Настоящее время   | Руслан Стефанчук                              | IX    |